# Metal Gear Solid 2: Sons of Liberty
Metal Gear Solid 2: Sons of Liberty (communément abrégé MGS2) est un jeu vidéo d'action-infiltration produit et réalisé par Hideo Kojima, développé et édité par Konami, et sorti en novembre 2001 sur PlayStation 2.
Sons of Liberty connaît un succès public et critique, avec plus de 7 millions d'exemplaires de jeu vendu à travers le monde. Une version étendue du jeu, Metal Gear Solid 2: Substance, est commercialisée en 2002 au Japon.

## Trame

### Résumé

#### Préambule
L'histoire se déroule en deux parties : celle du tanker en 2007, dans laquelle le joueur incarne Solid Snake, et l'incident de la Big Shell en 2009, dans laquelle le joueur incarne Raiden. Au début du jeu, le joueur se voit demander s'il a déjà joué à Metal Gear Solid. S'il répond que non, il débute la partie directement au second chapitre.

#### L'incident du tanker

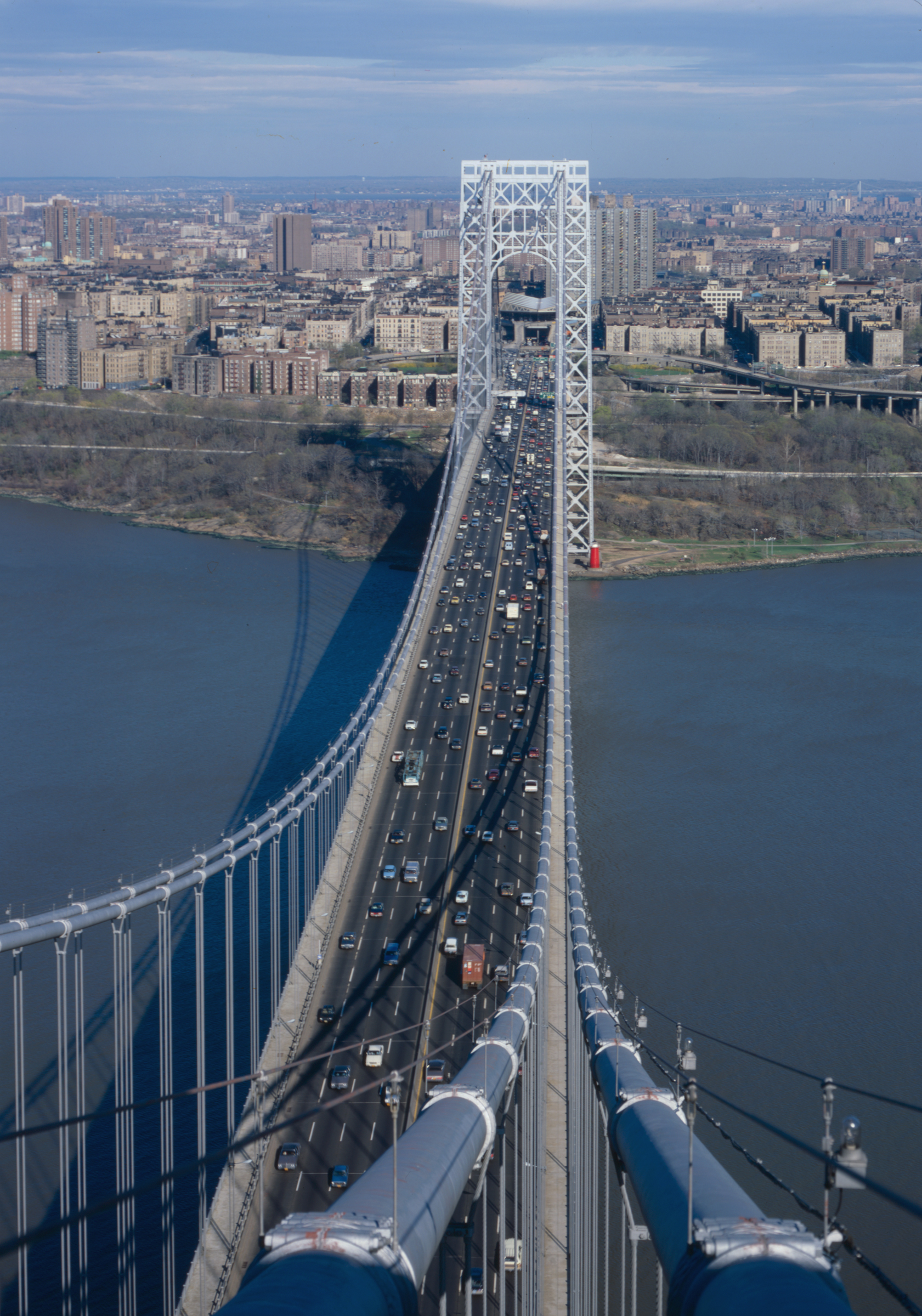
Le jeu s'ouvre sur le pont George-Washington et l'entrée en scène spectaculaire du héros.

En 2007, deux ans après les évènements de Shadow Moses, Solid Snake et Otacon œuvrent désormais pour « Philanthropy », une ONG qui lutte contre la prolifération des Metal Gear. Solid Snake infiltre le Discovery KSNM-3, un tanker en partance de New York supposé transporter en secret un nouveau prototype de Metal Gear de l'US Marine Corps. Mais peu après son arrivée, un groupe de spetsnaz investit de force l'embarcation et en prend le contrôle. Sergei Gurlukovich, un colonel du GRU, dirige les opérations en compagnie de Revolver Ocelot. Sur le pont, Snake affronte Olga, la fille de Gurlukovich, qui est enceinte, et la laisse inconsciente. Après avoir atteint les cales, Snake découvre le nouveau Metal Gear, une version amphibie baptisée Metal Gear RAY. Il prend des photos du RAY et les transmet à Otacon. Il assiste ensuite à la trahison d'Ocelot qui tue Gurlukovich et Scott Dolph, le chef des Marines présent sur les lieux, pour s'emparer du Metal Gear. Lorsque Snake tente de s'interposer, Ocelot faillit un instant et sa personnalité se trouve « parasitée » par celle de Liquid Snake, dont il s'était fait greffer le bras après l'incident de Shadow Moses. Liquid Snake semble promettre une revanche à Snake et disparaît avec le Metal Gear après avoir fait couler le tanker. Dans sa fuite, Ocelot — qui a repris ses esprits — prend contact avec le président des États-Unis pour lui indiquer que la mission s'est parfaitement déroulée.
Laissé pour mort, Solid Snake sera officiellement tenu responsable de la catastrophe écologique supposément engendrée par le naufrage du tanker. Sur le lieu de l'incident, à 30 km au large de Manhattan, les autorités érigent une usine de décontamination surnommée « Big Shell » (litt. « grosse coquille »).

#### L'incident de la Big Shell
Le 29 avril 2009, la Big Shell, devenue un symbole de la lutte écologique, est prise d'assaut par un groupe terroriste lors de la visite du président des États-Unis, James Johnson. Les terroristes, qui se font appeler les « Fils de la Liberté », sont menés par Solidus Snake, le troisième clone de Big Boss et composés d'anciens membres de la Dead Cell — Fatman, Fortune et Vamp —, de Revolver Ocelot et de la milice russe d'Olga Gurlukovich. Raiden, une recrue de l'unité de forces spéciales américaine Fox Hound, est infiltré sur les lieux en solo par voie maritime pour sauver les otages et neutraliser les terroristes. En parallèle, des équipes de la Navy SEAL tentent une intervention par voie aérienne mais elle est fortement réprimée par les terroristes. La mission de Raiden prend dès son arrivée une tournure inattendue. Le chef de l'opération, le « colonel », lui parle de la mission en termes de « simulation » et lui apprend que sa petite amie, Rosemary, analyste à la NSA, sera impliquée à distance dans l'opération. Les informations officielles sur les motivations et les menaces des terroristes s'avèrent également contredites sur le terrain.
Raiden rencontre Iroquois Pliskin, un lieutenant de la SEAL, et Peter Stillman, un expert en déminage du NYPD. Tous trois font équipe pour désamorcer les explosifs posés par Fatman, l'ancien disciple de Stillman et terroriste désormais incontrôlable. La catastrophe est évitée, et Fatman est neutralisé, mais Stillman y laisse la vie et une partie de la structure de la Big Shell est endommagée. Avec l'aide d'un mystérieux ninja cyborg, Raiden parvient à rejoindre l'agent Richard Ames, retenu en otage, qui lui révèle que le président se trouve dans le noyau de la shell 2. Sur le chemin du noyau, Raiden croise le chef de la Dead Cell qui se présente comme étant Solid Snake. Mais c'était sans compter sur la présence de Pliskin qui n'est autre que le véritable Solid Snake et démasque l'imposteur : Solidus Snake, le troisième clone de Big Boss, mais celui-ci s'enfuit à bord du Metal Gear Ray, qui est déjà oppérationnel. Raiden se précipte vers la Shell 2 où il rencontre le président Johnson qui lui révèle les dessous d'une conspiration. La Big Shell n'est pas une usine de décontamination mais le centre de développement de l'Arsenal Gear, un gigantesque sous-marin qui abrite le GW, un système de traitement de données à base de supercalculateurs conçu pour contrôler les flux d'informations numériques transitant sur les réseaux mondiaux. Le président lui explique que la démocratie aux États-Unis est un leurre et que le pays est en réalité contrôlé par une organisation secrète, les Patriotes. Lassé de n'être qu'un pion, le président a collaboré avec Solidus Snake, alias George Sears, son prédécesseur alors en poste lors des incidents de Shadow Moses et du tanker, pour détourner l'Arsenal Gear et faire pression sur l'organisation. Mais face à la détermination sans borne de Solidus Snake, prêt à générer le chaos pour parvenir à ses fins, Johnson a décidé de faire volte-face. Il donne à Raiden un disque optique contenant un virus informatique capable de détruire le GW. Revolver Ocelot fait alors irruption dans la pièce et assassine le président.
Le nouvel objectif de Raiden est désormais d'empêcher le détournement de l'Arsenal Gear. Raiden part retrouver Emma Emmerich, ingénieur sur le projet GW et demi-sœur d'Otacon, qui sait comment charger le virus (elle en est le concepteur). Ils font route vers la salle des ordinateurs où les attendent Solid Snake et son compère Otacon. En chemin, Emma est gravement blessée par Vamp et meurt quelques minutes plus tard dans les bras de son demi-frère. Le virus injecté dans le système ne semble pas complètement opérant, probablement manipulé par les Patriotes. L'Arsenal Gear s'apprête à être mis en service par les terroristes. Solid Snake charge Otacon d'évacuer les derniers otages par hélicoptère. Snake et Raiden ne pourront entrer dans l'Arsenal Gear sans y être aidés : Olga Gurlukovich, alias le mystérieux ninja cyborg, apparaît soudain aux côtés de Snake. Elle assomme un Raiden décontenancé.
Raiden reprend conscience, nu et ligoté, dans la salle de torture de l'Arsenal Gear. Solidus Snake le reconnaît comme l'enfant soldat d'exception qu'il a formé durant les années 1980. Manipulé par les implants cérébraux et les nanomachines, Raiden avait perdu souvenir de ce passé trouble. Raiden se retrouve en tête à tête avec Olga, qui lui explique être un agent double à la solde des Patriotes. L'organisation a enlevé son enfant peu après sa naissance et la contraint à aider Raiden dans sa mission : s'il meurt, son enfant mourra aussi. Raiden est libéré par Olga et part retrouver Solid Snake. En chemin, le colonel lui tient des propos de plus en plus incohérents, phénomène qu'Otacon met en relation avec le virus informatique injecté : le chef de l'opération est une intelligence artificielle créée par le GW. Raiden et Snake progressent côte à côte dans les méandres de l'Arsenal Gear. Quand Fortune vient à leur rencontre, Solid Snake décide de l'affronter seul. Plus loin, Solidus Snake lâche un bataillon de Metal Gear RAY sur Raiden. Épuisé, Raiden finit par mettre un genou à terre. Olga intervient mais Solidus Snake tue froidement la jeune femme, dont les derniers mots iront pour Raiden : « Tu dois vivre. »

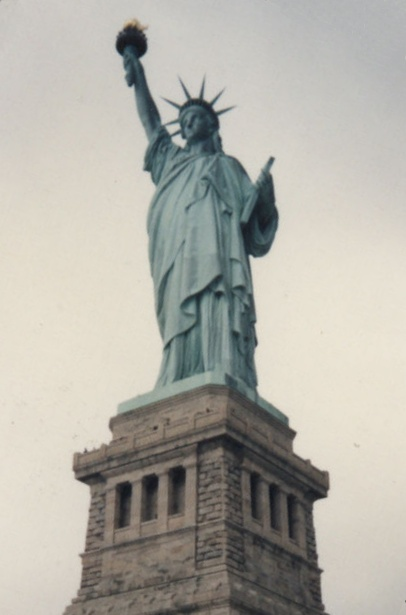
La statue de la Liberté.
Construire l'avenir et préserver le passé sont une seule et même chose. Solid Snake, le héros.

Raiden et Solid Snake, tous deux menottés, se retrouvent avec Solidus Snake et Fortune sur le toit de l'Arsenal Gear, désormais émergé et totalement inutile grâce au ver d'Emma. Solidus Snake livre ses véritables intentions : obtenir la liste de noms des Patriotes et détruire l'organisation. Revolver Ocelot entre alors en scène et lève le voile sur la machination dont ils ont tous été victimes. L'incident terroriste est un exercice orchestré par les Patriotes. Les événements, reproduction de l'incident de Shadow Moses, ont été manigancés dans le cadre du Plan S3, un programme qui viserait à créer le soldat parfait. Tout était scripté, à l'exception de l'apparition du véritable Solid Snake sur la Big Shell. Solidus Snake et Fortune tentent en vain d'éliminer l'espion des Patriotes, qui tue Fortune. « Maintenant que j'ai récupéré suffisamment de données, je peux récupérer l'Arsenal Gear et nettoyer les déchets générés par l'exercice. » Revolver Ocelot prend les commandes d'un Metal Gear RAY et s'apprête à en finir avec eux quand la personnalité de Liquid Snake refait soudain surface. Liquid Snake explique être à l'origine de la présence de Solid Snake sur la Big Shell. Il a l'intention de se débarrasser des Patriotes ainsi que de ses deux frères génétiques : « Il ne peut y avoir qu'un Snake et qu'un Big Boss. » Aux commandes du RAY, Liquid Snake fuit dans l'océan tandis que Solid Snake se jette à sa poursuite. L'Arsenal Gear se met soudain en marche et se dirige droit sur la ville de New York.
La gigantesque masse de l'Arsenal Gear percute Manhattan et stoppe sa course au centre-ville. Solidus Snake et Raiden sont projetés sur le toit du Federal Hall. Solidus Snake explique vouloir lutter contre les Patriotes pour rétablir les principes fondateurs des États-Unis et aussi simplement laisser une trace de son existence. Il pense que le cortex cérébral de Raiden contient des informations sur l'organisation. Raiden reçoit un dernier appel de l'intelligence artificielle qui livre une signification étendue du Plan S3. Le programme viserait en réalité à créer une méthode qui permette de contrôler la volonté et la conscience humaine. Le but poursuivi par les Patriotes serait de stimuler l'évolution de l'espèce humaine : filtrer le cloaque d'informations numériques insignifiantes, lutter contre la perte des valeurs et extirper l'humanité de ses contradictions en réalisant les choix qu'elle ne veut pas faire. Solidus Snake libère Raiden de ses chaînes et l'engage à combattre dans un ultime duel au sabre. Raiden terrasse Solidus Snake, dont le corps s'échoue au pied de la statue de George Washington.
Comme à la sortie d'un étrange rêve, Raiden fait quelques pas sur Wall Street. Snake le rejoint et lui dit qu'il est libre de choisir qui il veut être et quoi retenir de cette expérience. Il attire son attention sur ses plaques d'identité militaires : Raiden n'y reconnaît pas son nom (c'est celui du joueur) et les jette. Solid Snake explique que dans notre monde la réalité absolue n'existe pas vraiment et que, dans un sens, les Patriotes ne sont qu'une fiction ininterrompue. Snake a posé un émetteur sur le RAY de Liquid Snake. Il détient aussi le disque optique contenant le virus et pense pouvoir en tirer la liste des Patriotes. Le héros légendaire disparaît dans la foule et Raiden retrouve Rosemary. Les deux amoureux se promettent de se voir désormais pour ce qu'ils sont vraiment et de trouver quoi transmettre à leur futur enfant.
Après le générique de fin, une communication entre Snake et Otacon révèle le résultat du décryptage du disque optique : les douze membres du Comité des Sages, le haut conseil des Patriotes, sont morts il y a plus d'une centaine d'années et l'un d'entre eux est le principal donateur de « Philanthropy ».

### Personnages
- Philanthropy
  - Solid Snake/Iroquois Pliskin (David Hayter)
  - Otacon (Christopher Randolph)
  - Mei Ling (Kim Mai Guest)
- Fox Hound
  - Raiden (Quinton Flynn)
  - Colonel Roy Campbell (Paul Eiding)
  - Rose (Lara Cody)
- GRU
  - Revolver Ocelot (Pat Zimmerman)
  - Olga Gurlukovich (Vanessa Marshall)
  - Sergei Gurlukovich (Earl Boen)
  - Johnny Sasaki (Dean Scofield)
  - Liquid Snake (Cam Clarke)
- Dead Cell
  - Solidus Snake (John Cygan)
  - Fatman (Barry Dennen)
  - Fortune (Maula Gale)
  - Vamp (Phil LaMarr)
- SEAL
  - Commandant Scott Dolph (Kevin Michael Richardson)
- Autres
  - Président James Johnson (Paul Lukather)
  - Emma Emmerich (Jennifer Hale)
  - Jennifer (Jennifer Hale)
  - Vulcan Raven (Peter Lurie)
  - Peter Stillman (Greg Eagles)
  - Ordinateur (Nancy Linari)
  - Otages (Scott Dolph)

## Système de jeu
Metal Gear Solid 2 est un jeu d'action basé sur le concept d'infiltration. Le gameplay apporte diverses innovations qui repoussent les limites du genre. Les développeurs ont notamment soigné l'intelligence artificielle des ennemis. L'un des aspects notoires du système de jeu est, qu'en dépit du cadre guerrier du jeu, il laisse toujours au joueur le choix de la non-violence, voire l'incite à cette option. Il est ainsi possible de terminer le jeu en ne tuant quasiment aucune personne.
La « rejouabilité » du titre (ou replay value) est importante, notamment grâce à la quête des dog tags, qui consiste à prendre par surprise le maximum d'ennemis afin de récupérer leur plaque d'identification et de débloquer de nouveaux accessoires (camouflage optique, nouveaux costumes…). Le jeu recèle également d'innombrables scènes cachées, souvent de nature humoristique.
On peut aussi constater l'ajout de nouvelle armes et de nouvelles possibilités d'interaction, qui renforce la volonté des développeurs à faire vivre une expérience unique aux joueurs. Le choix d'un nouveau personnage, Raiden, montre aussi une nouvelle perception de l'infiltration, différente de celle de Solid Snake.

## Au-delà du jeu

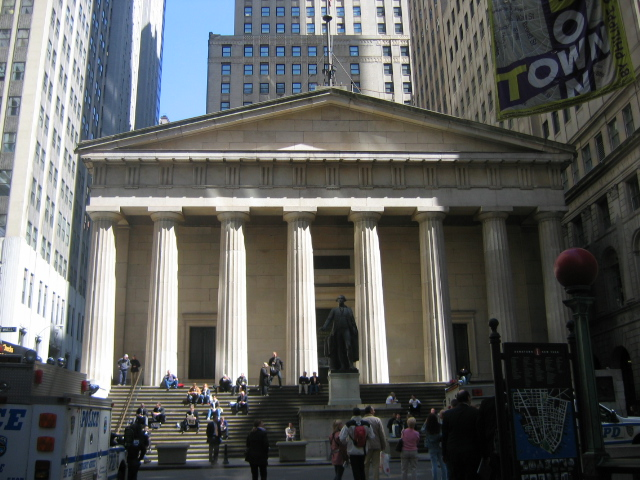
Le Federal Hall, théâtre de l'acte final de Metal Gear Solid 2: Sons of Liberty.

Metal Gear Solid 2: Sons of Liberty est souvent considéré comme une œuvre hors-norme dans l'histoire du jeu vidéo. Dans un sens, la démarche d'Hideo Kojima rappelle celle de Stanley Kubrick avec 2001, l'Odyssée de l'espace. Lorsque le cinéaste s'en prenait à la science-fiction, il lui fallait l'humanité tout entière, un désert sidéral regorgeant de symboles, de la grande musique… De grands moyens vers l'infini et l'au-delà. Ainsi était 2001, pensé comme une révolution et qui continue aujourd'hui de briller par sa solitude. Révolution technologique destinée à faire tourner le « monolithe noir » au plus haut de ses capacités, transfiguré par un scénario aussi tortueux que porteur, le jeu de Kojima demeure « peut-être aussi beau, seul et suffisant que son prédécesseur cinématographique » estiment les Cahiers du cinéma.
Entre deux longues cinématiques explicatives, le joueur — qui incarne la recrue Raiden — poursuit ses objectifs de soldat : sauver les otages, neutraliser les terroristes. Snake, le héros légendaire de la série, n'est alors plus qu'une ombre fuyante, une idole lointaine. C'est pourtant sur ces traces que le joueur doit continuer pour arriver là où le mythe finit par s'étioler : « Désormais, tout le monde peut être Solid Snake » dit l'espion des Patriotes. Une console et une manette suffisent. Par ces va-et-vient constants entre activité et passivité, Kojima tient à mettre le joueur face au jeu plutôt que dedans, réalisant la première expérience d'un « méta-jeu » assez conceptuel (cf. métafiction). De cette permanente incertitude entre jeu vidéo et cinéma, il tire une surface puissamment réflexive sur l'action ludique et la condition de joueur.
La séquence finale déploie une portée lourdement métaphysique à propos de la civilisation et de son rapport conflictuel à la liberté. « The Sons of Liberty » (en français, « Les Fils de la Liberté ») est le nom du groupuscule qui vise la destruction des Patriotes, un pouvoir secret contrôlant et apportant ses connaissances au monde et déterminant du même coup son évolution. Faut-il détruire toute cette science à partir du moment où elle est surtout un instrument de pouvoir ? Faut-il au contraire l'accepter et envisager la liberté dans les limites d'un contexte immuable ? Solidus Snake la veut totale, osant le chaos inhérent à une vraie révolution (cf. la fin de Los Angeles 2013 où un autre Snake renvoyait in fine l'humanité à l'âge de pierre). Solid Snake semblent se contenter d'une liberté surveillée, certainement parce que cette option semble à Kojima le mieux résumer ce qu'est un jeu vidéo : de l'aléatoire malgré l'enfermement du joueur dans des codes et des calculs préalables.

## Musique
| Metal Gear Solid 2 - Original Soundtrack |
| --- |
| - Compositeurs : Harry Gregson-Williams, Norihiko Hibino, Rika Muranaka - Label : King Records - Date de sortie : 29 novembre 2001 - Référence : KMCA-127 1. Metal Gear Solid Main Theme (version originale de TAPPY) 2. Opening Infiltration 3. Russian Soldiers from Kasatka 4. Olga Gurlukovich 5. Metal Gear ? 6. Revolver Ocelot 7. RAY Escapes 8. Can't Say Goodbye to Yesterday (Piano Version) 9. Big Shell 10. Fortune 11. Kill Me Now ! 12. Vamp 13. The World Needs Only One Big Boss ! 14. It's the Harrier ! 15. Arsenal Is Going to Take Off ! 16. Who Am I Really ? 17. Can't Say Goodbye to Yesterday (voix de Carla White) |

| Metal Gear Solid 2 - Soundtrack 2: The Other Side |
| --- |
| - Compositeurs : Norihiko Hibino - Date de sortie : 26 janvier 2002 - Référence : KO-99148 1. Tanker Incident 2. The Elevator Up to Hell 3. Vamp's Dance 4. Infiltration 5. Battle 6. Peter's Theme 7. Countdown to Disaster 8. Lady Luck Revisited 9. Yell « Dead Cell » 10. Metal Gear's Already Active ! 11. Arms Depot 12. Memories of Hal 13. Twilight Sniping 14. Will the Virus Still Work ? 15. Comradeship 16. Reminiscence 17. Arsenal's Guts 18. Prelude to the Denouement 19. Father and Son 20. Freedom to Decide |

Les musiques de jeu ont été composées par Harry Gregson-Williams et Norihiko Hibino. La participation d'un compositeur de musique de films, Gregson-Williams, à un jeu vidéo était alors chose peu commune. Steve Jablonsky et Justin Caine Burnett ont également été impliqués. La musique du générique de fin, Can't Say Good Bye to Yesterday, est composée par Rika Muranaka avec la voix de Carla White. La bande-son est proposée dans deux compilations CD : Metal Gear Solid 2: Sons of Liberty - Original Soundtrack (2001) et Metal Gear Solid 2: Sons of Liberty - Soundtrack 2: The Other Side (2002).

## Développement
La décision de créer MGS2 est prise le 6 octobre 1998, soit un mois après la sortie japonaise du premier opus. Le développement s'est échelonné de novembre 1998 à septembre 2001, pour un coût estimé à 10 millions de dollars américains. Le développement a occupé 30 personnes au départ pour monter jusqu'à 70 à la fin.
Les spécifications techniques finales de la PlayStation 2 sont connues en mars 1999 (un an avant son lancement au Japon). La première présentation publique du jeu s'est déroulée en mai 2000 au salon de l'E3 de Los Angeles. Une sortie mondiale fut envisagée mais la sortie européenne a finalement été décalée de quatre mois. 
Le script contenait 1 500 pages initialement pour être réduit à près de 800 pages finalement (contre 500 pour MGS). Le jeu contient 580 minutes de dialogues et 170 minutes de cinématiques (la plupart générée en temps réel par le moteur de jeu).
À l'origine, le jeu devait s'appeler « MGS III », les trois chiffres romains symbolisant les trois plus hauts gratte-ciel de Manhattan, cadre du jeu (le chiffre réfère également aux trois clones de Big Boss). Cette appellation a été abandonnée, vraisemblablement pour des raisons de marketing. À la suite des attentats du 11 septembre 2001 (le jeu est sorti deux mois plus tard), la séquence finale a subi une coupe franche : on ne voit pas l'Arsenal Gear s'écraser sur la moitié de Manhattan, pas plus que la statue de la Liberté être démolie. Les drapeaux américains ont également été retirés sur Wall Street.

### Équipe de développement
- Histoire originale, planning, game design : Hideo Kojima
- Scénario : Tomokazu Fukushima, Hideo Kojima
- Setting Research, Justification : Tomokazu Fukushima, Satoshi Hirano, Hideo Kojima, Yoji Shinkawa
- Consultant militaire : Motosada Mori
- Character & Mechanic design : Yoji Shinkawa
- Assistant réalisateur : Yoshikazu Matsuhana
- Réalisateur artistique : Yoji Shinkawa
- Producteur exécutif : Motoyuki Yoshioka
- Production, réalisation : Hideo Kojima
- Musique : Harry Gregson-Williams et Norihiko Hibino (additionnel : Steve Jablonsky et Justin Caine Burnett)

## Accueil
Après le succès du précédent épisode, l'attente autour de Metal Gear Solid 2 fut très importante dans la communauté de joueurs. La première présentation du jeu, lors de l'E3 2000 à Los Angeles, s'est déroulé dans une ambiance survoltée, confirmée quelques mois plus tard lors de la diffusion d'une nouvelle bande-annonce au Tokyo Game Show. Plus d'un an avant sa sortie, le jeu avait déjà acquis un statut culte. Une démo jouable proposé en mars 2001 avec le jeu Zone of the Enders est venu confirmer le potentiel du jeu.
Metal Gear Solid 2 a reçu un accueil souvent élogieux de la part de la presse et des joueurs, totalisant une note moyenne de 95 % dans les médias spécialisés et plus de 7 millions d'exemplaires de jeu vendus. La critique a mis en exergue les innovations de gameplay, le sens de la mise en scène, l'avancée en matière de réalisation technique, notamment l'utilisation de graphismes en temps réel lors des cinématiques. Le scénario complexe, aux thèmes philosophiques et cyberpunk, a cependant reçu des appréciations plus contrastées,,. Certains louent l'ambition du script d'Hideo Kojima, estimant parfois qu'il est marqué d'une esthétique postmoderniste,, d'autres le considèrent incompréhensible ou simplement trop lourd pour un jeu d'action, notamment compte tenu de l'abondance de dialogues.

### Critiques
À la suite des nombreux trailers et au grand succès commercial de Metal Gear Solid, la communauté de joueurs attendait grandement l'arrivée de la série sur la PlayStation 2 et du jeu lui-même. Metal Gear Solid 2 a reçu de nombreux éloges tant des critiques que des fans, s'est vendu à 7 millions de copies dans le monde et s'est maintenu à une note de 96 % sur Metacritic, où il est le 4e jeu le mieux noté sur PS2, et le 20e jeu le mieux noté de tous. Game Informer Magazine a donné au jeu la note de 10/10, et la majorité des magazines et sites Internet ont suivi. GameSpot, notant le jeu à 9,6, qualifie Metal Gear Solid 2 comme un must-play game. Les critiques ont salué le gameplay d'infiltration du titre, en soulignant les améliorations faites depuis MGS, tout comme le niveau de détail graphique, particulièrement le rendu des graphismes dans les cinématiques. Un sondage du magazine japonais Famitsu classe Metal Gear Solid 2 comme 42e des 100 plus grand jeux de tous les temps. Dans la liste des 200 plus grands jeux de tous les temps du Game Informer Magazine, MGS2 arrive 50e[réf. nécessaire].
Toutefois, si le gameplay est universellement salué, l'histoire a été reçue de façon plus mitigée et fut source de controverse. Celle-ci explore des thèmes philosophiques et cyberpunk très précis, comme la mémétique, l'ingénierie sociale, la sociologie, l'intelligence artificielle, le contrôle de l'information, la théorie du complot, les manœuvres politiques et militaires, l'évolution, l'existentialisme, la censure, la manipulation du libre arbitre, et la nature de la réalité,,,,,. Le script ambitieux de Kojima a été salué, certains le désignant comme le premier exemple de jeu vidéo postmoderne,,,,,. L'influence artistique de MGS 2 peut être vue dans des jeux vidéo postérieurs comme Killer7 de Goichi Suda, tandis que d'autres thèmes apparaissent dans des jeux tels que Eternal Darkness: Sanity's Requiem et BioShock. Cependant, certains critiques ont qualifié l'histoire comme « incompréhensible » et bien trop complexe pour un jeu d'action, et ressenti un gameplay cassé par la longueur de certains dialogues, eux-mêmes hors de propos et alambiqué,. L'apparition surprise de Raiden comme protagoniste de la majorité du jeu (remplaçant Solid Snake) a été aussi controversée par les fans de la série Metal Gear. Certains des fans ont perçu Raiden comme « un blond efféminé et peu fiable », « prenant la place du "héros acclamé" Snake ».

### Récompenses
E3 2001 Game Critics Awards
- Meilleur jeu de console
- Meilleur jeu d'action/aventure

E3 2000 Game Critics Awards
- Prix spécial pour les graphismes

IGN Best of 2001
- Meilleurs graphismes
- Meilleur son
- Meilleure histoire

GameSpot 2001 Game of the Year Awards
- Meilleure musique
- Plus grande surprise (Introduction de Raiden)

GameSpy 2001 Game Awards
- Meilleur jeu d'action/aventure sur PS2
- Jeu de l'année PS2 des lecteurs
- Meilleures cinématiques
- Meilleur retour de force

Game Informer 2001 Game of the Year Awards
- Jeu de l'année[38]

EDGE Magazine
- "Innovation de l'année" award[39]

Metal Gear Solid 2 est classé septième dans la liste des meilleurs cinématiques d'ouverture de Game Informer.

## Rééditions
- 2002 - PlayStation 2 et Xbox, nommé Metal Gear Solid 2: Substance ;
- 2008 - PlayStation 2 dans la compilation Metal Gear Solid: The Essential Collection ;
- 2012 - PlayStation 3, PlayStation Vita et Xbox 360 dans la compilation Metal Gear Solid: HD Collection.

### Metal Gear Solid 2: Substance
Metal Gear Solid 2: Substance est un jeu vidéo d'action-infiltration développé par Konami Computer Entertainment Japan et édité par Konami en 2002. Il s'agit d'une version étendue de Metal Gear Solid 2: Sons of Liberty, qui propose l'aventure principale Sons of Liberty (identique à l'originale) à laquelle viennent s'ajouter environ 500 missions annexes (indépendantes de l'aventure) et, pour la version PlayStation 2 européenne uniquement, un DVD additionnel comprenant The Document of Metal Gear Solid 2, un documentaire interactif sur le développement du jeu.
Sur le principe de Metal Gear Solid : Missions spéciales, Substance comprend 300 missions en VR (réalité virtuelle), de courtes missions qui prennent place dans des décors abstraits. À cela s'ajoutent 200 "missions alternatives" qui se déroulent dans les environnements de l'aventure de MGS2. Toutes ces missions sont déconnectées de la trame principale de l'aventure et ne présentent d'intérêt que du point de vue du système de jeu. Cinq Snake Tales de A à E pour refaire avec Snake certains détails du scénario légèrement modifié :
- A Wrongdoing
- Big Shell Evil
- Confidantial Legacy
- Dead Man Wishspers
- External Gazer

La version PS2 propose un mode Skate, où Raiden et Snake peuvent pratiquer le skateboard sur la structure de l'usine transformée en skate park.

#### The Document of Metal Gear Solid 2
The Document of Metal Gear Solid 2 est un making-of interactif. Il est sorti le 12 septembre 2002 au Japon et le 24 septembre 2002 en Amérique du Nord pour environ 20 dollars. Il est offert le 28 mars 2003 en Europe dans la version PlayStation 2 de Metal Gear Solid 2: Substance. Son contenu exhaustif et sa distribution limitée en fait un objet collector très recherché par les fans.
Mêlant documents écrits, vidéos, sonores et séquences interactives, le DVD propose une mine de données : chronique du développement, informations sur le game design, les nouveaux éléments de gameplay, la réalisation, la narration, la programmation, les modèles 3D des personnages et des décors, une description des thématiques, de l'univers, de l'audience-cible… Il contient aussi cinq VR missions. Réalisé à partir de documents de travail originaux, il rend compte des modifications opérées au cours du développement. Certaines idées de gameplay envisagées ne seront concrétisées que dans Snake Eater (2004) ou même Guns of the Patriots (2008).

## Film
- Metal Gear Solid: Philanthropy de Giacomo Talamini réalisé en 2009.